# San Jorge (Asunción)
San Jorge es un populoso barrio de la ciudad de Asunción, capital de la República del Paraguay.

## Características
El barrio tiene terrenos altos y un marcado desnivel hacia la avenida Madame Lynch, lo que ocasiona peligrosos raudales en los días de lluvia. El suelo es arcilloso, húmedo y en algunos sectores con cauce de agua permanente.
El uso del suelo es predominante habitacional, aunque en un sector muy importante, sobre las avenidas Madame Lynch y Aviadores del Chaco predominan la Industria.

## Historia
Antiguamente se conocía al barrio como Ñu Porá, que comprendía una gran extensión de terreno loteado en el año 1960, aproximadamente. El nombre de San Jorge se le dio, a un área ocupada por una villa militar y luego pasó a ser la denominación de todo el barrio.

## Geografía
Situado en la ciudad de Asunción, capital del Paraguay.

## Clima
Clima subtropical, la temperatura media es de 28 °C en el verano y 17 °C en el invierno. Vientos predominantes del norte y sur. El promedio anual de precipitaciones es de 1700 mm

## Límites
El barrio tiene como limitantes a las avenidas Aviadores del Chaco, Madame Lynch y Santa Teresa.
Sus límites son:
- Al norte: el barrio Madame Lynch.

- Al sur el barrio Ytay.

- Al este el barrio Salvador del Mundo.

- Al oeste el barrio Ycua Satí.

## Superficie
Posee una superficie total de 1.58 kilómetros cuadrados

## Vías y Medios de Comunicación
Las principales vías de comunicación son las avenidas Aviadores del Chaco, Madame Lynch, Santa Teresa y la calle Juez Enrique Pino. 
Operan cuatro canales de televisión abiertos y varias empresas que emiten señales por cable. Se conectan con veinte emisoras de radio que transmiten en frecuencias AM y FM.
Cuenta con los servicios telefónicos de Copaco y los de telefonía celular, además de otros varios medios de comunicación, y a todos los lugares llegan los diarios capitalinos.

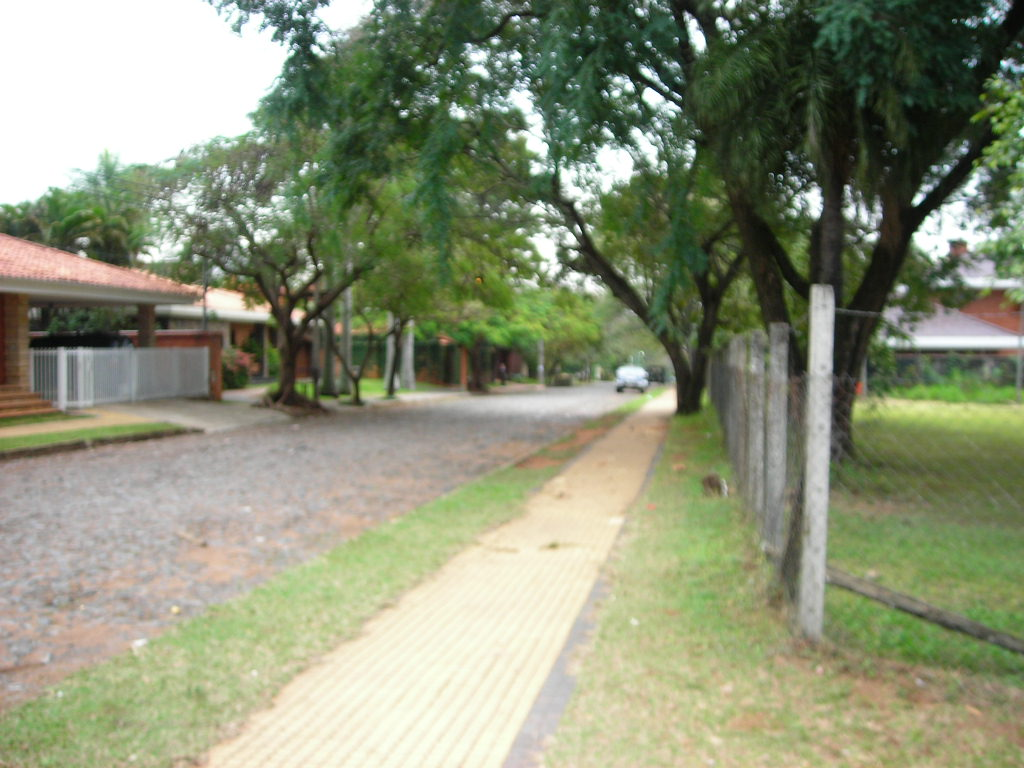
Calle

## Transporte
Numerosas líneas de transporte transitan por el barrio San Jorge: 30, Villeta, 51, 48, 28, 3, 12, 18, 28 y 36.

## Población
San Jorge cuenta con 4620 habitantes aproximadamente de los cuales 56% son mujeres y 44% son hombres.
La densidad poblacional es de 2922 habitantes por kilómetro cuadrado.

## Demografía
Existen 1.072 viviendas aproximadamente con un promedio de 4.5 habitantes por cada una de ellas. 
- Las familias que cuentan con los servicios de energía eléctrica representan un 100%.
- Las familias que cuentan con los servicios agua corriente representan un 70%. Las familias que cuentan con los servicios desagüe cloacal representan un 40%.
- Las familias que cuentan con los servicios recolección de basura representan un 75%.

En cuanto a la cobertura sanitaria existen consultorios privados, un centro de salud y un puesto sanitario.
En el ámbito educativo hay tres colegios privados de enseñanza primaria y secundaria; una fundación, dependiente del programa de la Universidad de Kansas, que brinda residencia y adiestramiento a niños y jóvenes especiales, además cuenta con un colegio público.
Los habitantes son en general del nivel socioeconómico medio y alto.

## Principales avenidas y calles
Las principales avenidas son Aviadores del Chaco, Madame Lynch, Santa Teresa y la calle Juez Enrique Pino. Solos las tres primeras están asfaltadas, las demás calles del barrio están empedradas.

## Principales problemas del barrio
Gran cantidad de terrenos baldíos, que afecta la calidad de vida de la población en general
Grandes extensiones de terrenos privados que constituyen barreras para la total integración de los vecinos.
El mal estado de calles es un aspecto muy negativo para la comunidad (inclusive calles algunas cerradas, lo que dificulta al acceso a zonas altas)
Los ruidos molestos que provienen de las industrias que se encuentran ubicadas en las cercanías de los grupos habitacionales.

## Instituciones y Organizaciones existentes
Comisiones vecinales
Existen tres comisiones vecinales.
- Isla de Capri
- Aviadores del Chaco
- Ñu porá

Sus objetivos son: el mantenimiento de la plaza, la reparación y empedrado de las calles, el mantenimiento del local del Club de Fomento Aviadores del Chaco, el equipamiento y recuperación de espacios verde.
Otras
- Asociación cooperadora del colegio Goethe.

## Instituciones No Gubernamentales
Religiosa católica
- Capilla de la Virgen de la Paz

Otras
- Iglesia Bautista Cristo Redentor

Sociales
- Quinta Ycuá Ybumy, para empleados y jubilados bancarios
- Quinta Ycuá Satí de la Fundación Buena Suerte
- Quinta Isla de Francia

Educativas
- Colegio Panamericano Internacional
- Colegio Japonés Asunción
- Colegio Goethe Colegio Goethe

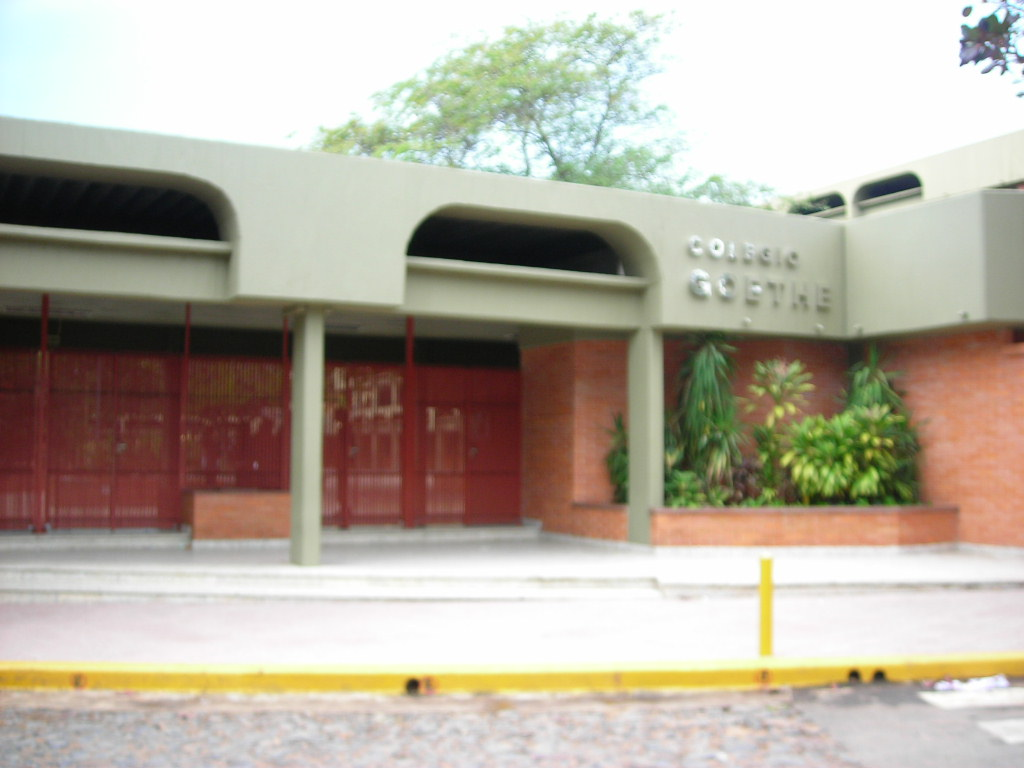
Colegio Goethe

- Fundación Vida y Hogar para Niños Especiales

## Instituciones Gubernamentales
Sanitarias
- Cobertura del centro de salud Salvador del Mundo
- Cobertura del puesto sanitario Valerio Fernández

Educativas
- Colegio República de Bolivia

Municipal
- Plazas
- Existen dos plazas equipadas y dos plazas sin equipamiento